# Mesa de Pajaritos
Mesa de Pajaritos är en ort i Mexiko.   Den ligger i kommunen Bolaños och delstaten Jalisco, i den centrala delen av landet, 600 km nordväst om huvudstaden Mexico City. Mesa de Pajaritos ligger 1 245 meter över havet och antalet invånare är 140.
Terrängen runt Mesa de Pajaritos är bergig. Runt Mesa de Pajaritos är det mycket glesbefolkat, med 4 invånare per kvadratkilometer. Närmaste större samhälle är Tuxpan de Bolaños, 3,1 km sydväst om Mesa de Pajaritos. I omgivningarna runt Mesa de Pajaritos växer huvudsakligen savannskog.